# Tworzanki
Tworzanki (prononciation : [tfɔˈʐanki]) est un village polonais de la gmina de Rydzyna dans le powiat de Leszno de la voïvodie de Grande-Pologne dans le centre-ouest de la Pologne.
Il se situe à environ 3 kilomètres à l'est de Rydzyna (siège de la gmina), à 11 kilomètres au sud-est de Leszno (siège du powiat) et à 69 kilomètres au sud de Poznań (capitale régionale).

## Histoire
De 1975 à 1998, le village faisait partie du territoire de la voïvodie de Leszno.

Depuis 1999, Tworzanki est situé dans la voïvodie de Grande-Pologne.